# Sybra seriata
Sybra seriata là một loài bọ cánh cứng trong họ Cerambycidae.